# NGC 962
NGC 962 је елиптична галаксија у сазвежђу Ован која се налази на NGC листи објеката дубоког неба.
Деклинација објекта је + 28° 4' 15" а ректасцензија 2h 32m 39,9s. Привидна величина (магнитуда) објекта NGC 962 износи 13,0 а фотографска магнитуда 14,0. NGC 962 је још познат и под ознакама UGC 2013, MCG 5-7-4, CGCG 505-3, PGC 9682.